# 4336 Jasniewicz
4336 Jasniewicz eller 1984 QE1 är en asteroid i huvudbältet som upptäcktes den 31 augusti 1984 av den amerikanske astronomen Brian A. Skiff vid Anderson Mesa Station. Den är uppkallad efter Gerard Jasniewicz.